# رودينيا

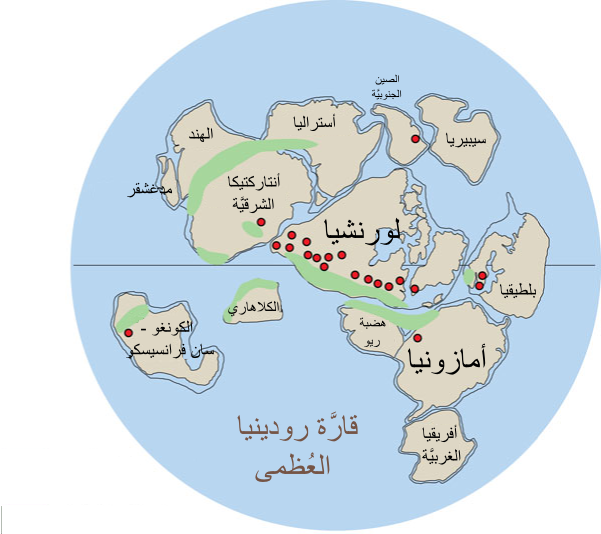
خريطة رودينيا.

رودينيا (بالإنجليزية: Rodinia)‏ وجاءت من اللغة الروسية "Родить"، و (rodit تعني أن تلد)". وتعني أيضاً القارة العُظمى. كانت موجودة في الفترة بين 1100 مليون و750 مليون سنة مضت؛ وكانت تحتوي معظم اليابسة أو القارات التي نعرفها اليوم.

## الجيوديناميكية

### الانشقاق أو الصدع
على النقيض من تشكيل رودينيا فإن تحرك وتشكل الكتل القارية لايزال غير مفهوماً، فالتصدع أو الانشقاق لم يحدث في كل مكان في نفس الوقت. وقد تم العثور على تدفقات الحمم والبراكين من حقبة الطلائع الحديثة Neoproterozoic معظم القارات وهذا دليل على أن التصدع والانشقاق كان واسعاً قبل نحو 750 مليون سنة مضت. ويقدر كوقت مبكر قبل 850 - 800 مليون سنة مضت. تطورت التصدعات بين الكتل القارية التي نعرفها في الوقت الحاضر:أستراليا والقارة القطبية الجنوبية الشرقية والهند والكونغو وcratons وكالاهاري على جانب واحد، وفي وقت لاحق قارة البلطيق (شمال أوروبا وروسيا) وقارة لورنشيا (شرق أمريكا الشمالية وجرينلند، الأمازون وغرب أفريقيا وريو دي لا بلاتا كراتونز من جهة أخرى. هذا التصدع تزايد أيضاً في محيط أداماستور Adamastor Ocean في العصر الإدياكاري بين 635 إلى 541 مليون سنة مضت. (استقرالتوزيع الجغرافي الذي نعيش فيه الآن قبل نحو 40 مليون سنة فقط.)
(النقاط الحمر): في الخريطة تبين مواقع أخذ عينات من طبقة من الجرانيت معينة تسمى نوع-أ
A-type أو «جرانيت غير عضوي» ووجدت متماثلة في تلك المناطق. هذا النوع من الجرانيت ينشأ عادة في مناطق بركانية تحتية ساخنة، وله صفات معدنية وكيميائية خاصة. ويتكون هذا النوع-أ من الجرانيت عندما تنصهر القشرة الأرضية التحتية التي تكون عادة شديدة الجفاف ثم تتصلب.

## اقرأ أيضا
- عصر إدياكاري
- الأرض كرة ثلجية
- حقبة وسطى